# Траутенфельс (замок)
Траутенфельс (нем. Trautenfels) — средневековый замок в ярмарочной коммуне Штайнах-Пюрг, в округе Лицен, в земле Штирия, Австрия. Расположен у реки Энс, на скалистом выступе у подножия горы Гримминг. Комплекс находится на высоте 673 метров над уровнем моря. До XVI века назывался Нойхаус. По своему типу относится к замкам на вершине.

## История

### Ранний период

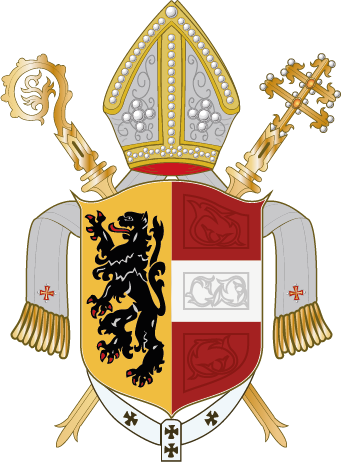
Герб Зальцбургского архиепископства

Первое упоминание о крепости на этом месте встречается в документах 1260-1262 годов. Тогда она принадлежала Зальцбургскому архиепископству. Траутенфельс построили на пересечении Соляной дороги и пути через долину Энса. Укрепление одновременно выполняло и роль особой стены (Тальстреппе), перегораживающей долину в узком месте.
В 1289 году аббат Генрих из Аббатства Адмонт внезапно захватил замок. Активную помощь ему оказали крестьяне долины Энса, которые были от него зависимы. Укрепления оказались разрушены. Затем комплекс был построен заново. Архиепископы Зальцбурга передали управление крепостью кастеляну. В последующем этот человек одновременно руководил сразу двумя замками: Траутенфельс и Волькенштейн. 
В середине XV века управляющий Вольфганг Праун сумел добиться передачи замка в свою полную собственность. Однако через некоторое время его сеньория была конфискована. Всё произошло после того, как в 1490 году Вольфганг Праун поддержал венгерского короля Матьяша I Корвина. За это власти Австрийского эрцгерцогства объявили Прауна низложенным. Траутенфельс перешёл под контроль герцога.

### ЭпохаРенессанса

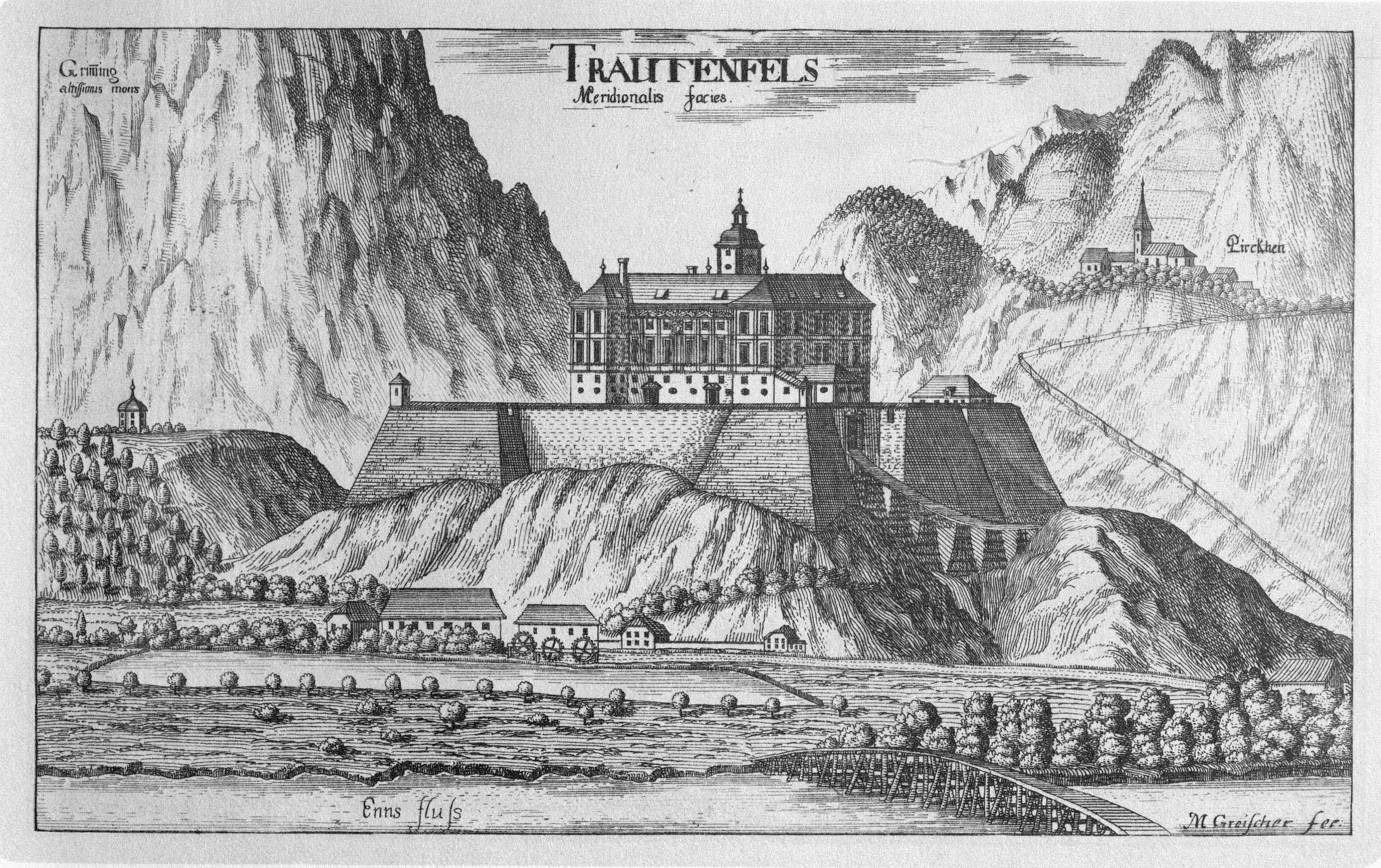
Замок на рисунке 1681 года

Габсбурги передали замок под управление семьи Хофманн фон Грюнбюэль. Комплекс был радикально перестроен. На месте прежней крепости появился роскошный дворцово-замковый комплекс, окружённый мощной системой фортификационных сооружений с бастионами. 
В этот период времени Траутенфельс превратился в одну из самых известных аристократических резиденций региона. От той поры остались примечательные фрески эпохи Возрождения. На них изображены фантастические пейзажи. Вероятно, фрески были созданы североитальянским художником в 1563 году по случаю свадьбы тогдашнего владельца замка Фердинанда Хоффмана с Маргарет фон Харрах из богатого дворянского рода.
В последующем замок ещё не раз менял владельцев. К концу XVI века Траутенфельс стал собственностью баронов фон Праунфальк цу Нойхаус. 

### XVII-XVIII век

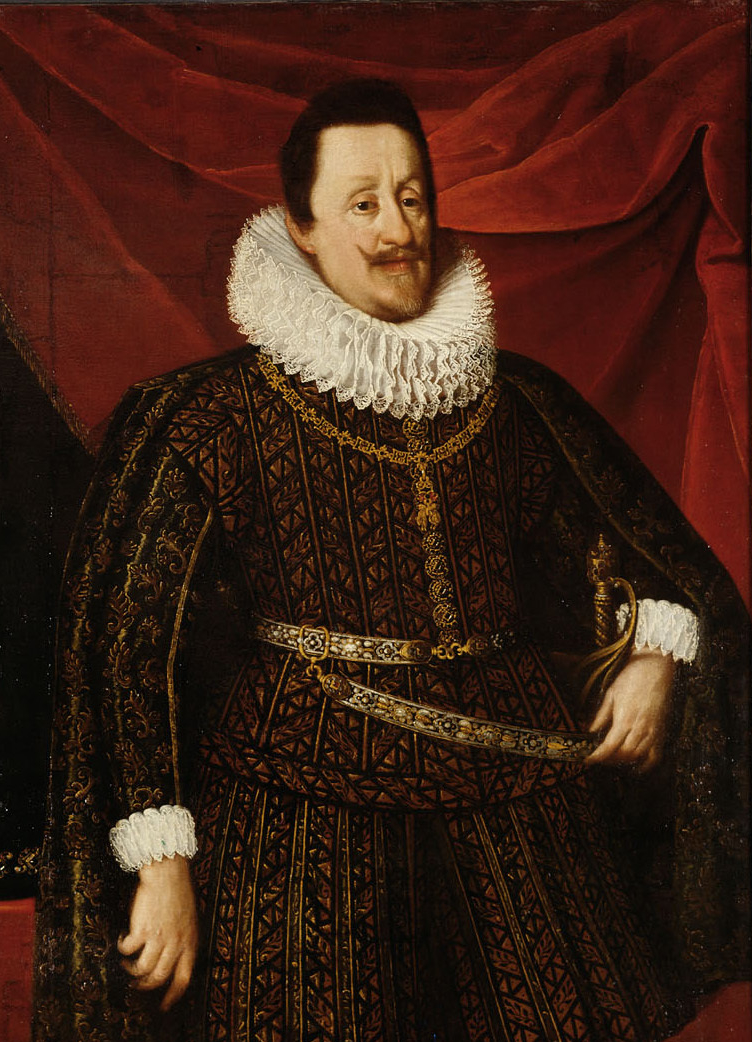
император Фердинанд II

В 1628 году император Священной Римской империи Фердинанд II, который также был князем Штирии, издал указ, согласно которому всем протестантским дворянам запрещающий проживать или владеть недвижимостью на его землях. Им было приказано перейти в католичество или покинуть страну. Барон Ганс Адам фон Праунфальк цу Нойхаус придерживался протестантского учения. Он не захотел менять убеждени и предпочёл через некоторое время эмигрировать в Нюрнберг. Его примеру последовали и многие другие штирийские землевладельцы-лютеране. 
В 1652 году замок приобрёл барон Александр Шифер фон Файлинг. Он был предприимчивым человеком и построил прямо рядом с Траутенфельсом крупную оружейную мануфактуру.
В 1664 году замок вновь сменил владельца. Траутенфельс выкупил штирийский губернатор граф Зигмунд Фридрих фон Траутмансдорф (1623–1675) из старинного знатного рода. Он был богат и решил провести радикальную реконструкцию комплекса. В течение следующих нескольких лет замок был перестроен и отреставрирован в стиле барокко. Между 1670 и 1672 годами замок приобрёл свой нынешний облик. Тогда же за ним закрепилось название Траутенфельс. 
Граф Траутмансдорф объединил свой домен с некоторыми владениями, расположенными на территории современной Словении, в фидеикомисс. После того как его сын, не имевший детей, в 1684 году погиб в битве с турками, замок ещё раз сменил собственника. На этот раз хозяином резиденции стал лейтенант-фельдмаршал Зигмунд Иоахим. Этот человек был родственником прежних хозяев и принадлежал к нижнеавстрийской ветви графов фон Траутмансдорф.

### XIX век
Потомки Зигмунда Иоахима владели замком весь XVIII век. Эти люди оказались весьма расточительными. Непомерные траты привели к появлению огромных долгов. Залогом служил Траутенфельс. Причём без должного ухода резиденция обветшала. Однако средств на её ремонт не имелось. В итоге в 1815 году замок выставили на торги. В ходе аукциона комплекс, обременённый долгами, был продан. После этого собственники сменились ещё несколько раз. Всё это время серьёзный ремонт так и не начинался. Траутенфельс пришёл в плачевное состояние.
После неоднократных перепродаж в 1878 году замок приобрёл граф Йозеф фон Ламберг (из дворянского рода фон Ламберг). Он был женат на Анне Верндль, дочери оружейного фабриканта Штайра Йозефа Верндля. Этот человек был очень богат и выделил необходимые средства на масштабную реконструкцию.

### XX век

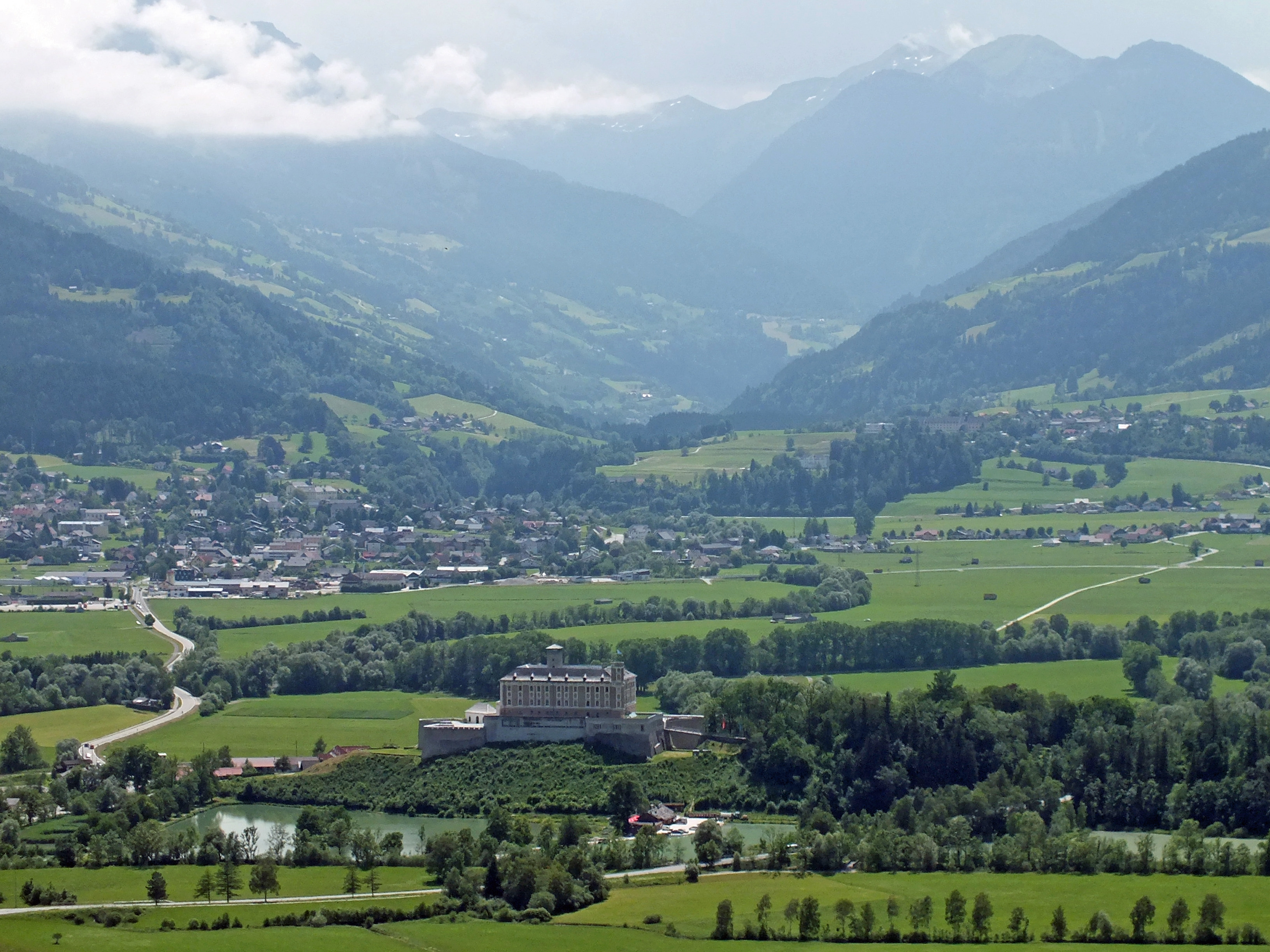
Вид на долину и замок

Замок благополучно пережил события Первой мировой войны и крах Австро-Венгерской империи. Несмотря на масштабные реформы, изгнание Габсбургов и упразднение прежних дворянских привилегий семья Ламберг сохранила комплекс в своей собственности.
Всё изменилось после аншлюса Австрии и прихода к власти нацистов. В 1942 году потомки рода Ламберг-Верндль были вынуждены продать Траутенфельс Германской имперской почте. Руководители этого ведомства хотели создать здесь дом отдыха для своих сотрудников.
В годы Второй мировой войны замок практически не пострадал. После завершения боевых действий он оказался в зоне американской оккупационной зоны. 
Власти Австрийской республики объявили себя правопреемниками Германской имперской почты. Траутенфельс перешёл в федеральную собственность. В 1951 году в залах замка создали окружной музей федеральной земли Штирия. В 1959 году в Вене приняли решение о передаче комплекса Штирийскому союзу молодёжных общежитий.
В 1983 году замок приобрёл в собственность муниципалитет Штайнах-Пюрг. Вскоре сооружение было сдано в аренду Союзу замка Траутенфельс. С тех пор управлением комплексом занимается эта организация. Он отвечает за сохранность всех зданий и функционирование музея.
В период с 1988 по 1992 год по проекту архитектора Манфреда Вольфа-Плоттегга была произведена реконструкция дворца. В числе прочего были тщательно отреставрированы интерьеры. После завершения работ Траутенфельс вновь открылся для посетителей.  Здесь вновь начал функционировать музей. В 1992 году в замке проходила Штирийская государственная выставка. В 1998 году в замке вновь открылся Ландшафтный музей, посвящённый лесному хозяйству.

## Современное использование
В настоящее время в Траутенфельсе располагается сразу несколько постоянных экспозиций. Часть из них посвящена истории замка и региона. Одновременно здесь работает ландшафтный музей (под управлением Штирийского всемирного Универсального музея Йоаннеум).

## Описание

### Дворец

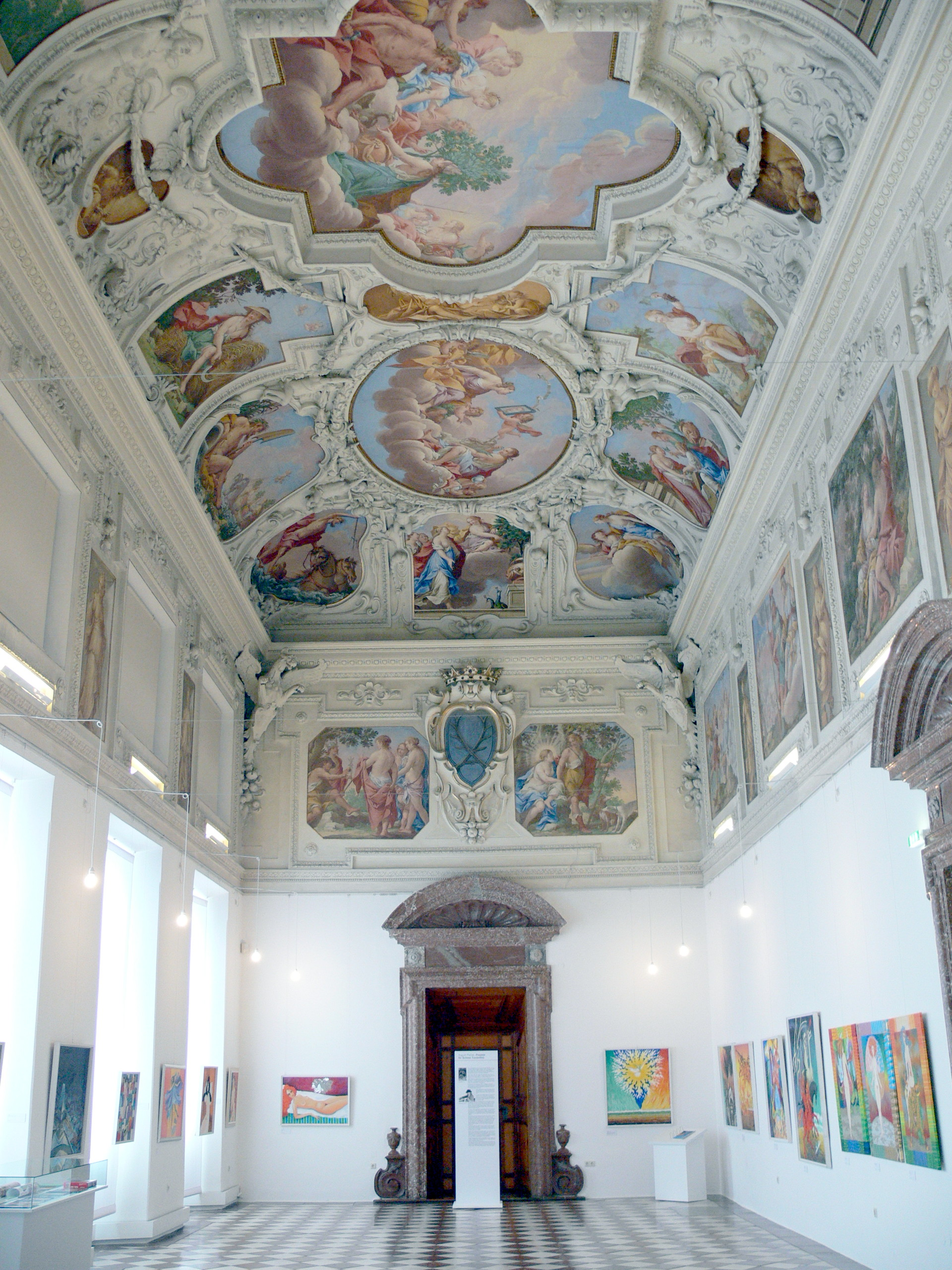
Мраморный зал с фресками Карпофоро Тенкаллы

Основу резиденции составляет массивное прямоугольное здание с выступающими крыльями. К северо-западному углу примыкает высокая круглая башня. Бывшие открытие внутренние дворы теперь находятся под крышами. В бывшей главной башне (бергфриде) на первом этаже можно увидеть просторный бальный зал (раньше там находился Рыцарский зал). Внтури этого помещения сохранилось внутреннее убранство XVII века. В частности, посетители могут увидеть фрески Карпофоро Тенкалла и лепнину работы Александра Серенио. 

### Ландшафтный музей в замке Траутенфельс

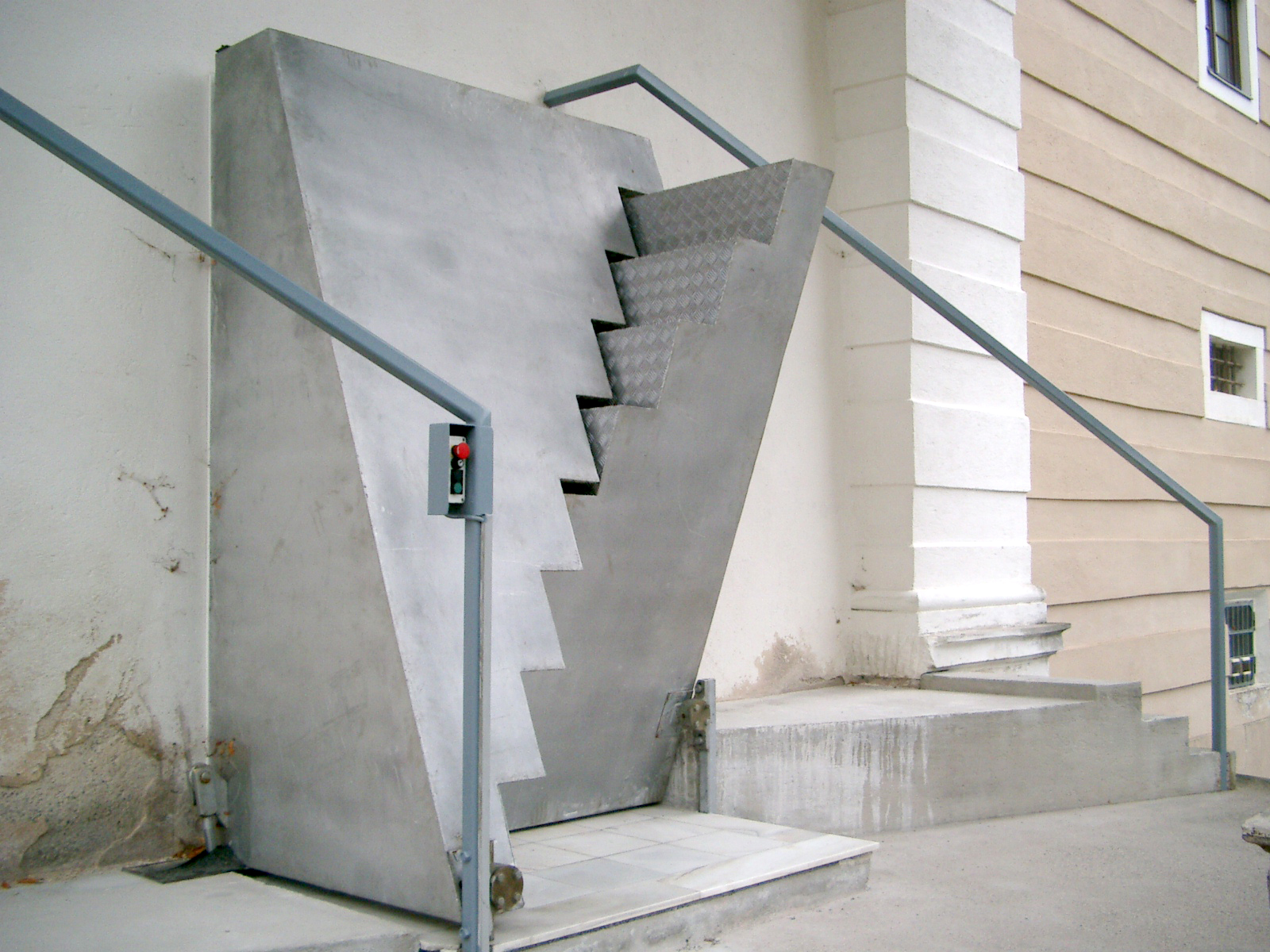
Замок Траутенфельс, 1992 год, артобъект созданный архитектором Манфредом Вольф-Плоттеггом

Постоянная коллекция замка насчитывает около 1000 экспонатов, посвященных природной и культурной истории долины Энс и региона Ауссерланд. Кроме того, для посетителей открыты личный кабинет графа Ламберга, великолепный Мраморный зал, богато украшенные парадные залы и смотровая башня. В общей сложности в музее хранится более 40 тысяч экспонатов. Также имеется специализированная фольклорная библиотека.

### Замковая церковь
С западной стороны к замку примыкает капелла. Неподалёку находятся руины протестантской церкви, которая также относилась к замку (именовавшемуся Нойхаус). В эпоху Реформации эта церковь была важнейшим лютеранским религиозным центром в долине Энс. Храм был возведён в XVI веке владельцами замка Траутенфельс, которые придерживались протестантского учения. Здание оказалось разрушено в ходе событий Контрреформации и за последующие века превратилось в небольшой холм, заросший лесом. В 1991 году место, где прежде находилась лютеранская кирха, было расчищено. После археологических изысканий удалось установить точные размеры сооружения. В настоящее время там размещён памятный знак.

### Крепость
Дворец окружают мощные оборонительные сооружения. Их главной особенностью можно считать пять впечатляющих бастионов. Главные ворота расположены с западной стороны. В прежние времена попасть внутрь можно было только по подъёмному мосту.

### Интересные факты
- В честь замка владельцы бременской судоходной компании Deutsche Dampfschifffahrts-Gesellschaft «Hansa»[нем.] в 1975 году назвали своё недавно приобретённое крупногабаритное грузовое судно Trautenfels.

## Галерея

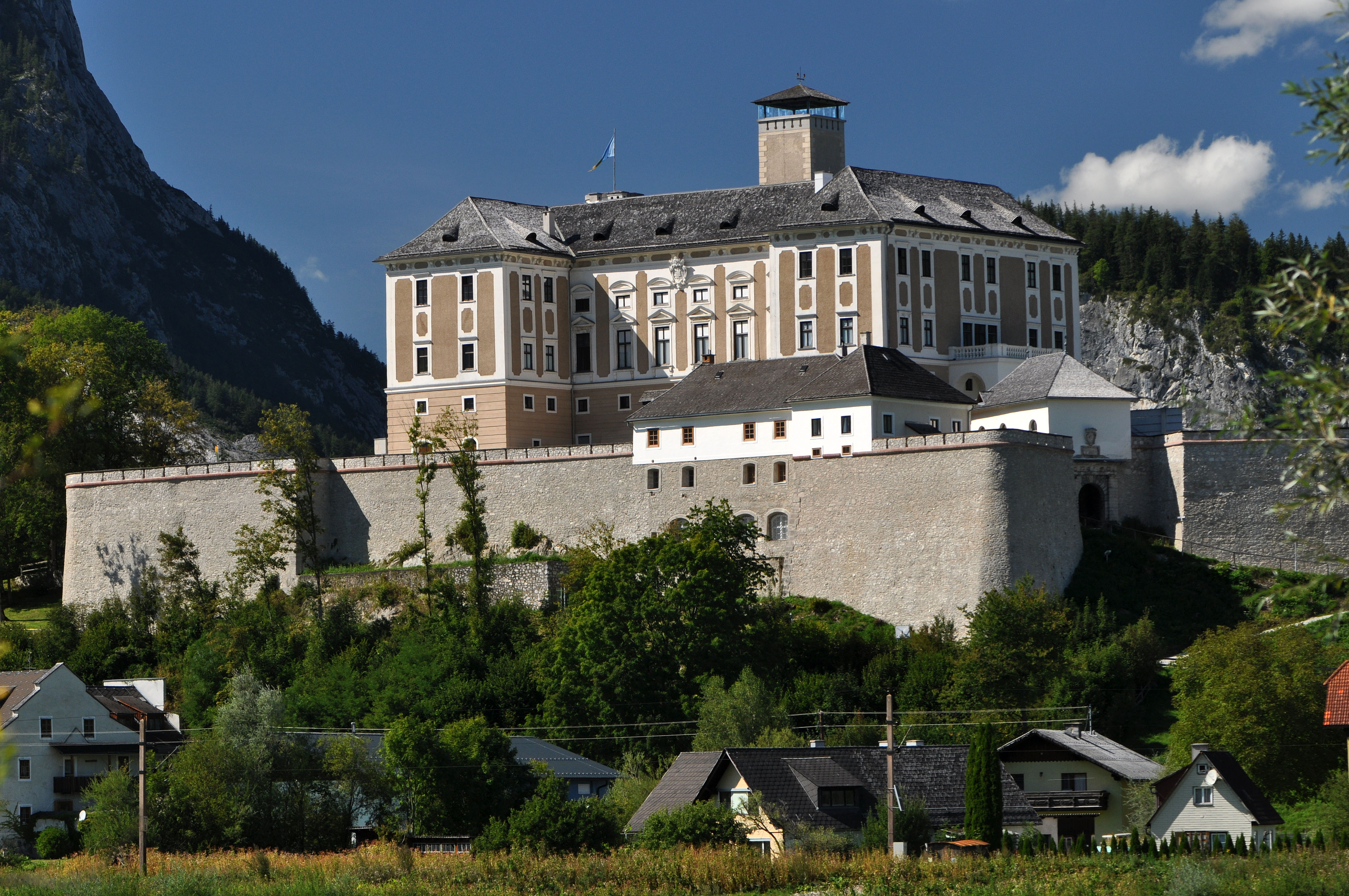
Вид замка с южной стороны
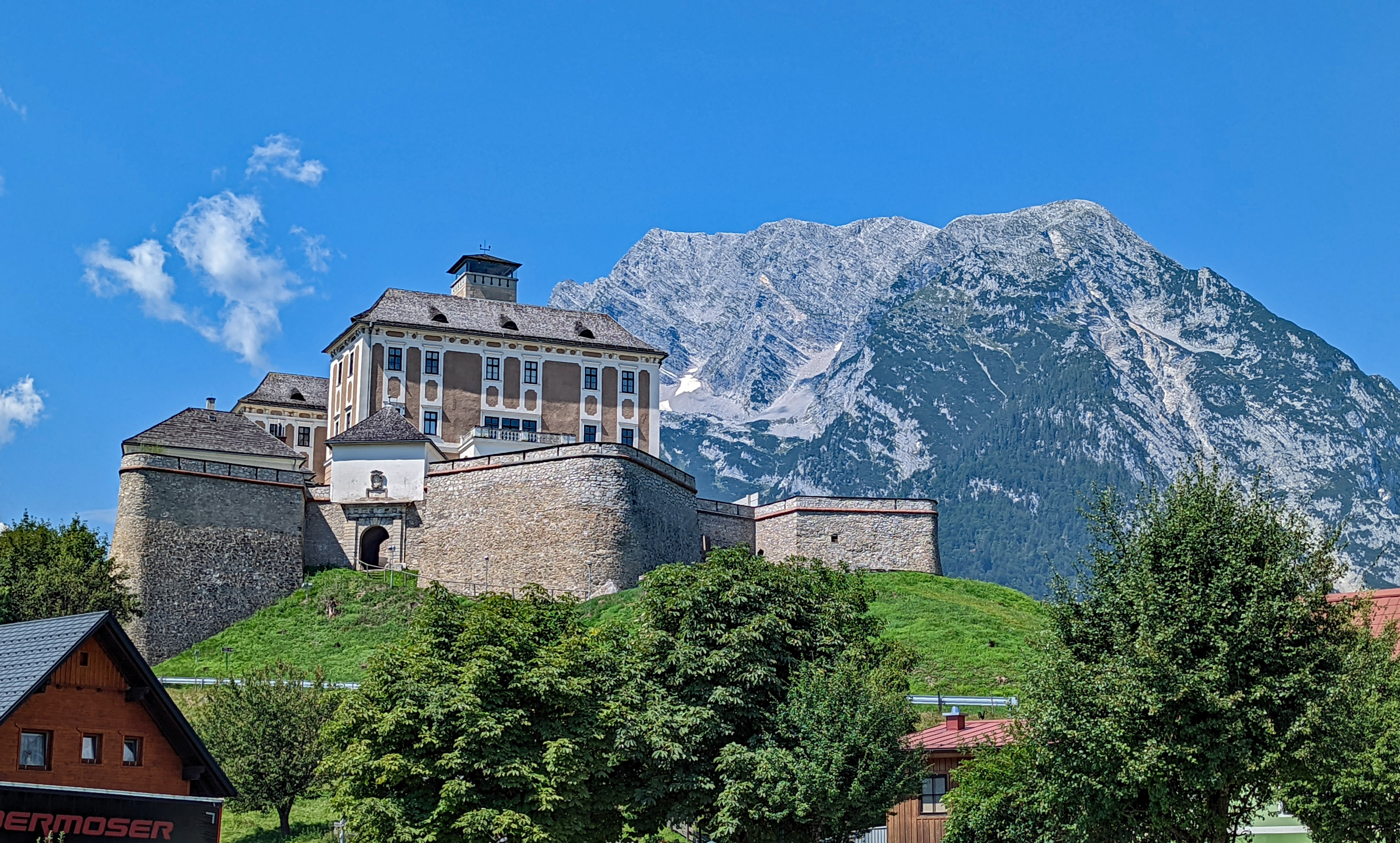
Вид замка на фоне горы Гримминг[нем.]
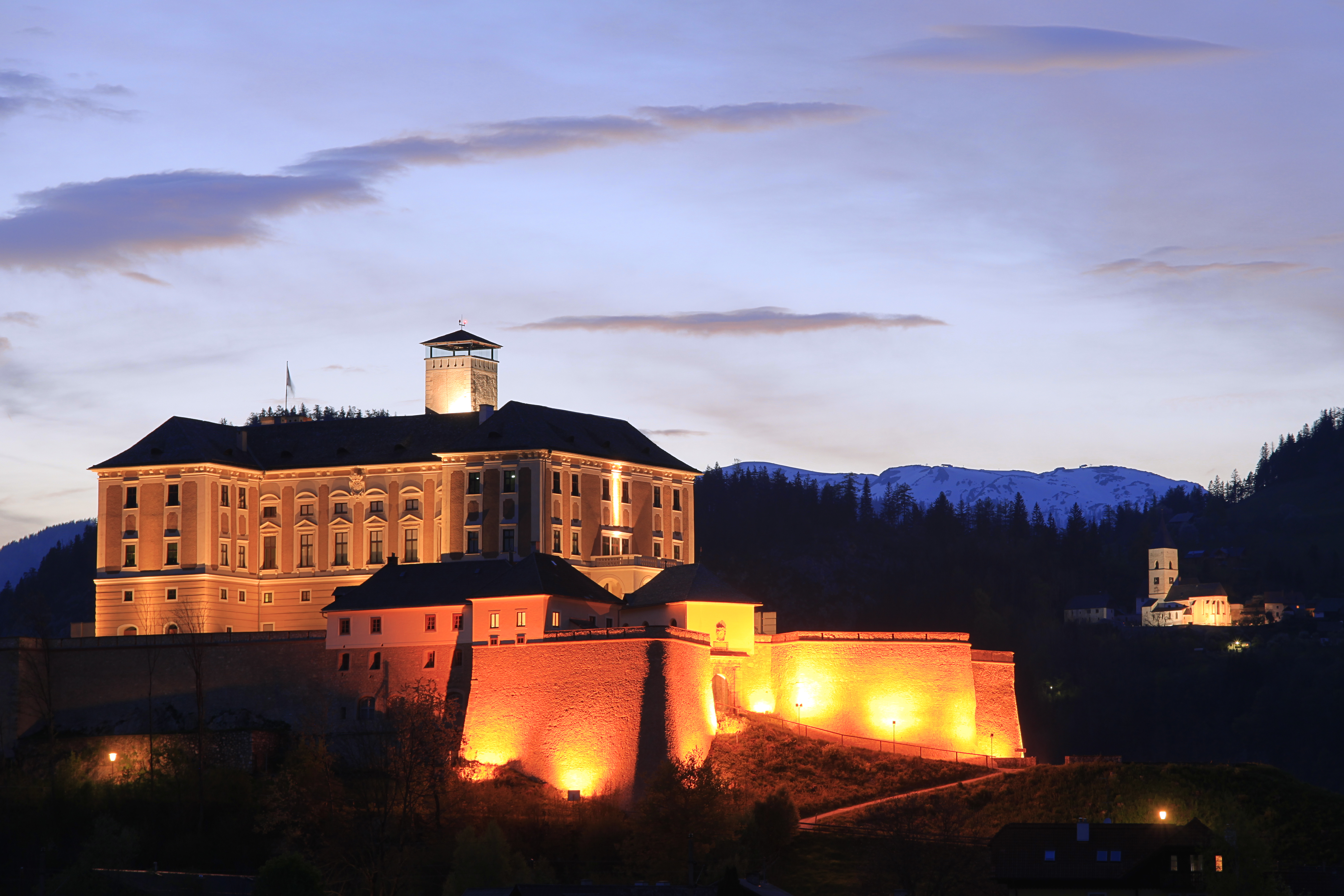
Вид в сумерках
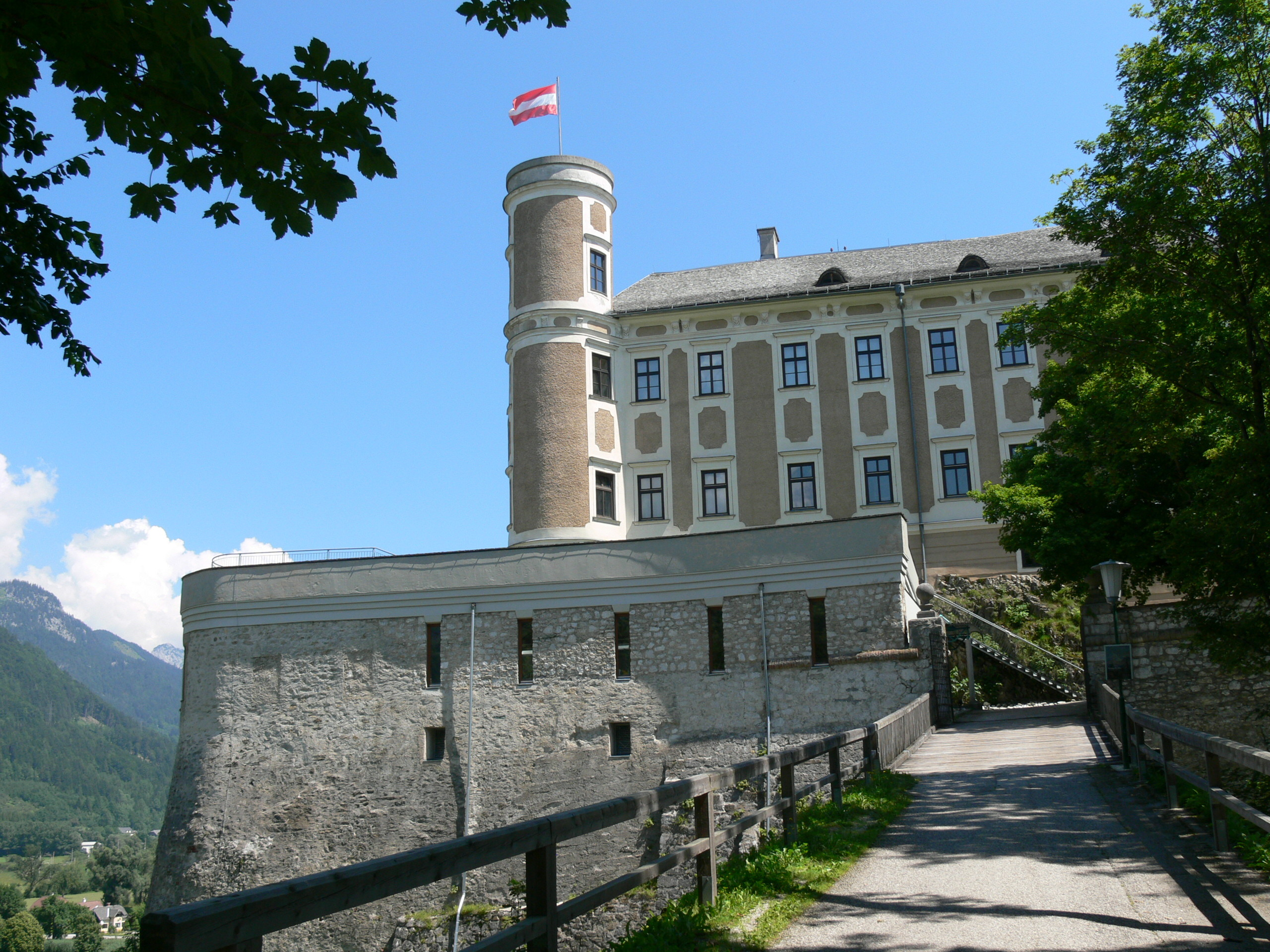
Вход в замок
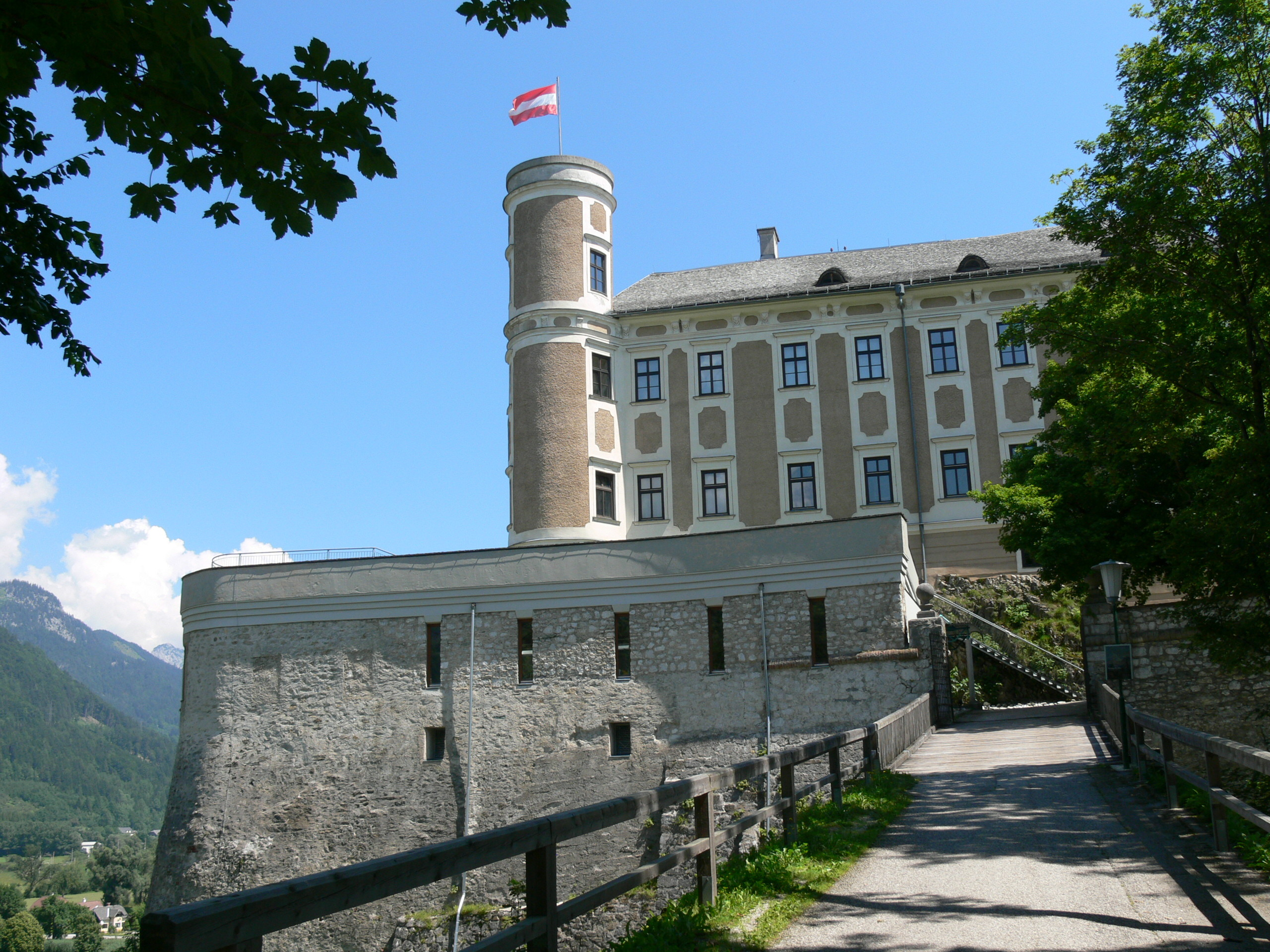
Ввид замка с северной стороны